# Rafał II (patriarcha Konstantynopola)
Rafał II, gr. Ραφαήλ Β΄ – ekumeniczny patriarcha Konstantynopola w latach 1603–1607.

## Życiorys
W marcu 1603 r. został wybrany patriarchą Konstantynopola. Był zainteresowany unią Kościołów, podjął w tym celu tajną korespondencję z papieżem. W październiku 1607 został złożony z urzędu i wygnany.